# توماس سولي
توماس سولي Thomas Sully (1783-1872) رسام أمريكي مشهور في القرن التاسع عشر، أشهر لوحاته تنتمي لفن البورتريه.
ولد سولي في لينكولنشاير في إنجلترا، وهاجرت عائلته إلى الولايات المتحدة واستقرت في ريتشموند بولاية فيرجينيا في مارس 1792. وانتقلت إلى نيويورك عام 1794 حيث ماتت والدنه وعاد إلى ريتشموند.
ظهرت موهبته الفنية مبكرا ورسم أول لوحة مميزة له وهو ما زال في سن الثانية عشرة، وامتهن الرسم في سن الثامنة عشرة في عام 1801. درس الرسم على يد جيلبرت ستيورات في بوسطن لمدة ثلاثة أسابيع.
من أشهر بورتريهاته لجون آدامز في عام 1824 الذي أصبح الرئيس الأمريكي في نفس العام، وكذلك للماركيز دي لافاييت. وحاز شهرة واسعة واعتبر أحد أهم الرسامين في عصره. وفي عامي 1937 و1938 رحل إلى لندن لرسم الملكة فيكتوريا.
أسلوبه في الرسم يشبه أسلوب توماس لورانس. وعلى الرغم من شهرته في فن البورتريه إلا أنه له لوحات تاريخية وكذلك لوحات للمناظر الطبيعية رفيعة المستوى.

## روابط خارجية
- توماس سولي على موقع الموسوعة البريطانية (الإنجليزية)
- توماس سولي على موقع إن إن دي بي (الإنجليزية)